# Jan Barciszewski
Jan Barciszewski (ur. 21 listopada 1946 w Poznaniu) – polski biochemik, profesor nauk biologicznych.

## Życiorys
Studia na poznańskim UAM ukończył w 1970 r., doktoryzował się w 1974 r., a habilitację uzyskał w 1985 r. Tytuł naukowy profesora nauk biologicznych otrzymał w 1993 r. Od 1973 r. pracuje w Instytucie Chemii Bioorganicznej PAN (przed 1988 r. w jednostkach naukowych PAN, z których IChB PAN powstał). Jest także profesorem nadzwyczajnym i członkiem rady naukowej Centrum NanoBioMedycznego UAM.
Jego zainteresowania naukowe obejmują zagadnienia związane z epigenetyką i RNA, biologią molekularną kwasów nukleinowych, właściwościami kwasów nukleinowych pod wysokim ciśnieniem, markerami molekularnymi nowotworów, leczeniem guzów mózgu i innych nowotworów, rozpoznawaniem kwasów nukleinowych i białek oraz biochemią urody.
Jest autorem ok. 250 publikacji w czasopismach indeksowanych Journal Citation Reports, jego wskaźnik Hirscha wynosi 30 (2019). Swoje prace publikował m.in. w „Nucleic Acids Research", „European Journal of Medicinal Chemistry" i „PLOS One". Jest też współredaktorem serii książek RNA Technologies wydawnictwa Springer – 9 tomów w latach 2010–2018.
Należy do Polskiego Towarzystwa Biochemicznego (w którym był członkiem prezydium). Jest członkiem Komitetu Biologii Molekularnej Komórki PAN, a wcześniej był członkiem Komitetu Biochemii i Biofizyki PAN.
Jest synem Franciszka i Agnieszki, z domu Szambelańczyk. Żonaty z Mirosławą Naskręt-Barciszewską (również profesorem w IChB PAN), ma dwoje dzieci.

## Odznaczenia i wyróżnienia
Odznaczony Krzyżem Kawalerskim (2000) i Krzyżem Oficerskim (2013) Orderu Odrodzenia Polski.